# Familie4Justice
Familie4Justice is een Nederlandse actiegroep die streeft naar gelijkwaardig ouderschap bij (echt)scheidingsprocedures. De groep ontstond tijdens een demonstratie op 24 juni 2004 op het Plein voor de Tweede Kamer in Den Haag.
De actiegroep strijdt voor de rechten van gescheiden ouders en grootouders die hun kinderen niet kunnen ontmoeten. Dit doen ze onder meer door het voeren van acties. Zo verschanste een als Zorro verkleed lid van de actiegroep Familie4Justice zich op tweede kerstdag 2004 op het dak van paleis Soestdijk. Deze actievorm was eerder bekend geworden door de actiegroep Fathers 4 Justice, die in het Verenigd Koninkrijk is ontstaan.
Familie4Justice verzamelt handtekeningen voor een burgerinitiatief waarmee men een wettelijke regeling voor co-ouderschap wil realiseren.